# チャカラカ

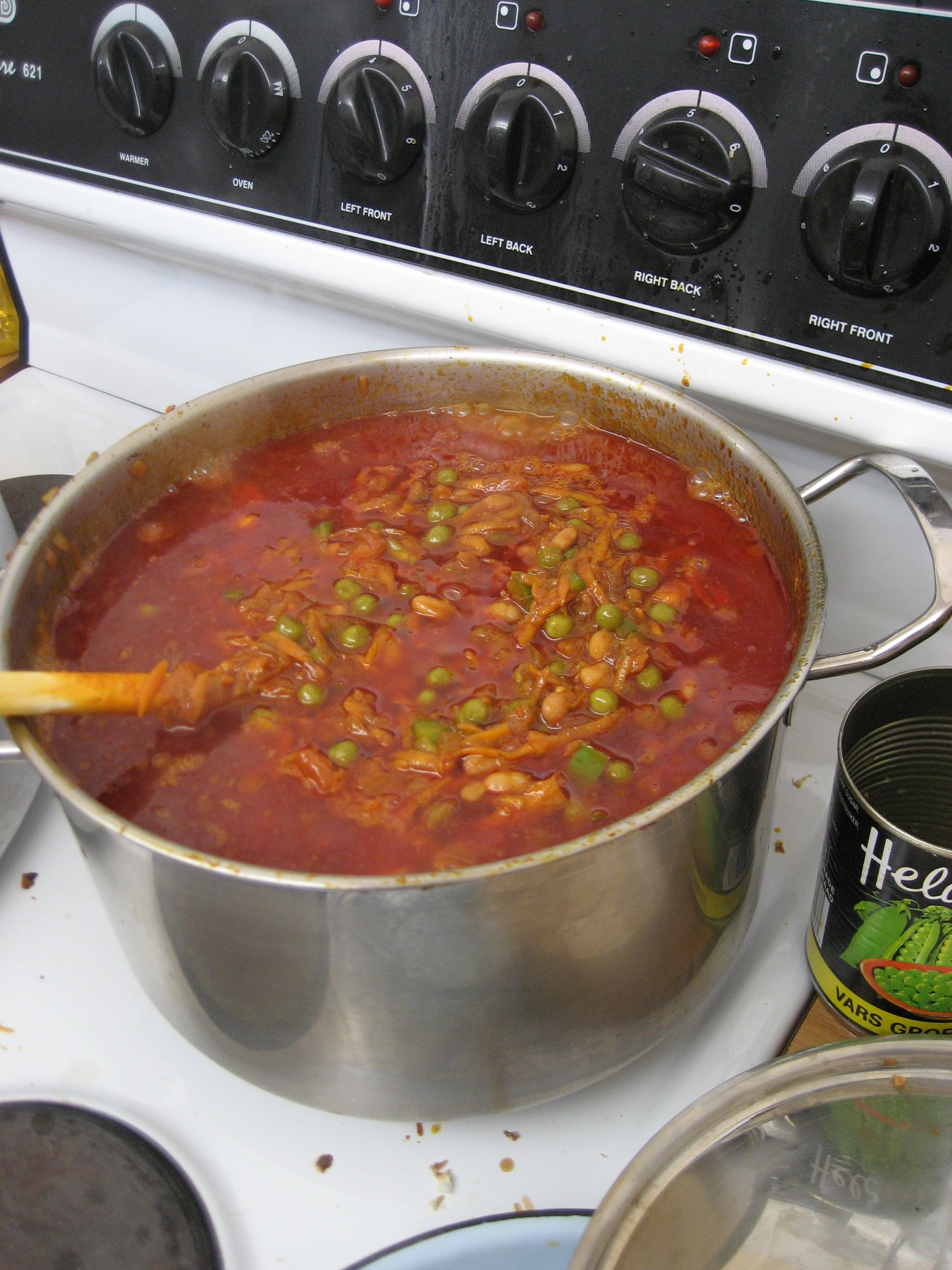
チャカラカ

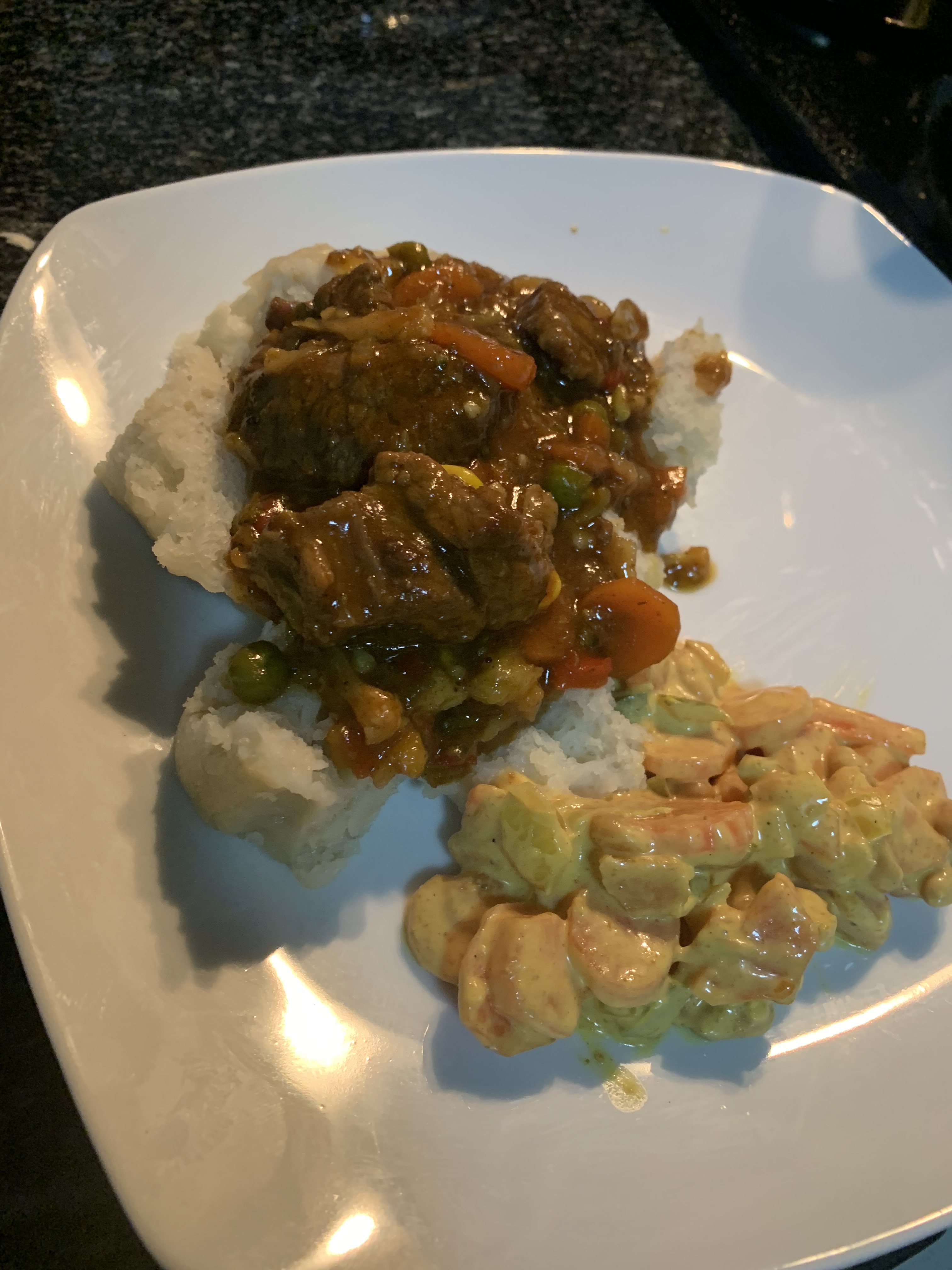
シチューに添えられたチャカラカ

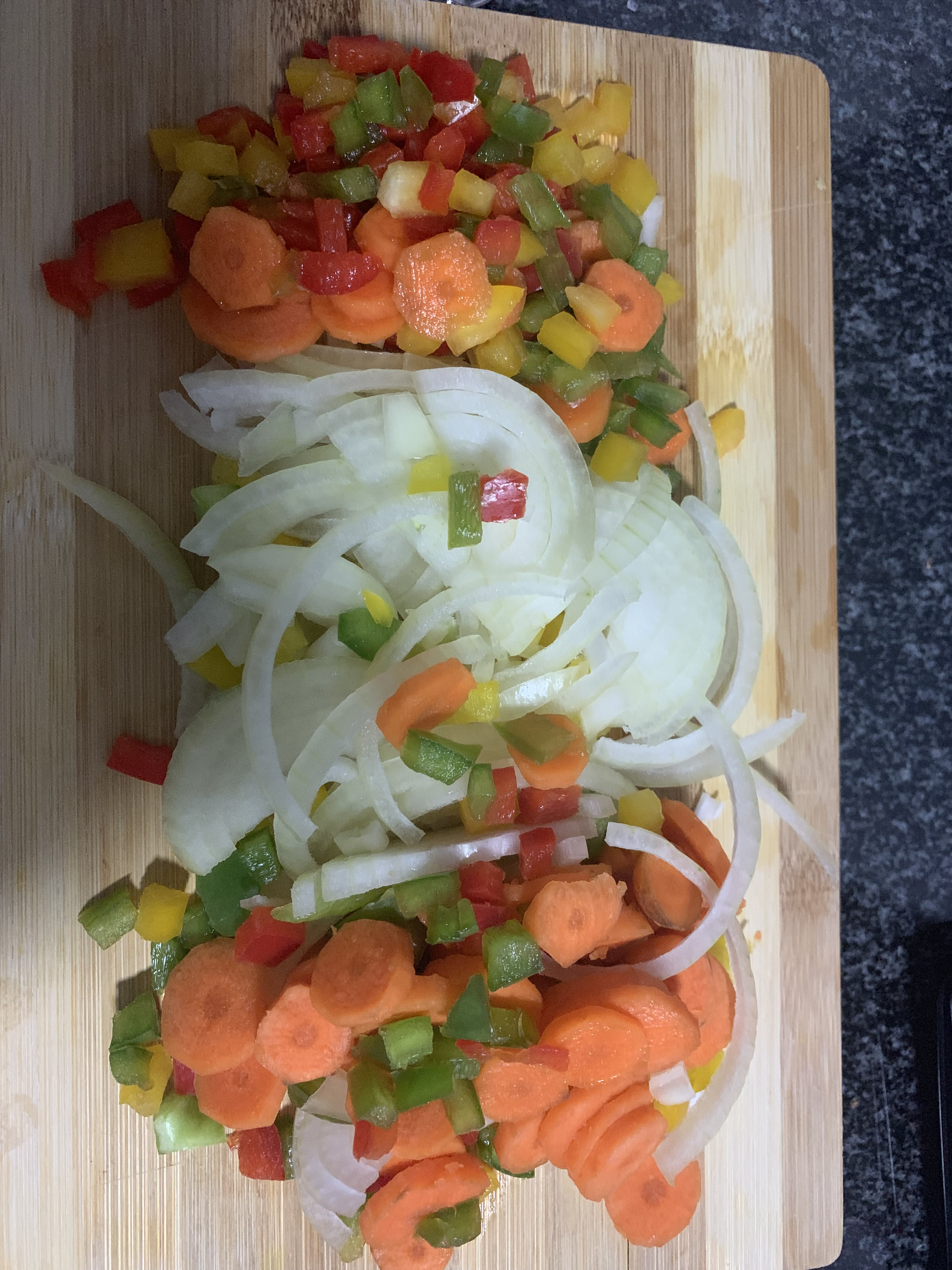
チャカラカに使われる野菜

チャカラカ(Chakalaka)は、南アフリカ共和国で作られる野菜のレリッシュである。通常はスパイシーな味付けで、パン、ウガリ、サンプ、シチュー、カレー等とともに供される。ヨハネスブルクの街かその近くの金鉱で生まれたといわれている。そこでは、勤務を終えたモザンビーク人の鉱夫が缶詰の農産物（トマト、豆）を唐辛子と一緒にポルトガル風のスパイシーな味付けで調理して、ウガリに添えるレリッシュを作った。一般的な材料としては、例えばベイクドビーンズの缶詰、トマト缶、タマネギ、ニンニク、カレーペースト等があるが、チャカラカには、地域や家庭によって多くのバリエーションがあり、豆やキャベツやバターナッツを加えることもある。
しばしばブラーイ（バーベキュー）の際や日曜日のランチに食べられる。通常、冷やすか常温で提供する。